# Rivière Beaudet
Rivière Beaudet är ett vattendrag i Kanada.   Det ligger i provinsen Québec, i den sydöstra delen av landet, 280 km öster om huvudstaden Ottawa.
I omgivningarna runt Rivière Beaudet växer i huvudsak blandskog. Runt Rivière Beaudet är det ganska glesbefolkat, med 34 invånare per kvadratkilometer.